# Banque commerciale du Cambodge
La Banque commerciale du Cambodge est une banque à Phnom Penh, Cambodge, créée en 1991. Elle appartient entièrement à la Banque commerciale du Siam (Thaïlande). Elle existe actuellement 4 succursales au Cambodge au service d'une variété de clients commerciaux.

## Siège
26 boul. Monivong, Sangkat Phsar Thmei II, Khan Daun Penh, Phnom Penh
3 filiales: à Battambang, Sihanoukville, et Siem Reap.